# Mike Adams (Badminton)
Michael „Mike“ Adams (* um 1965) ist ein englischer Badmintonspieler. 

## Karriere
Mike Adams gewann 1989 die Bermuda International und 1991 die Welsh International. 1993 nahm er an der Badminton-Weltmeisterschaft teil und war erneut bei den Welsh International erfolgreich. 1994 siegte er bei den Mauritius International. Nach seiner aktiven Karriere startete er eine Trainerlaufbahn im Badminton und war als Spielertrainer unter anderem in Mauritius tätig.

## Sportliche Erfolge
| Saison | Veranstaltung           | Disziplin    | Platz | Name                          |
| ------ | ----------------------- | ------------ | ----- | ----------------------------- |
| 1989   | Bermuda International   | Herrendoppel | 1     | Michael Brown / Michael Adams |
| 1991   | Welsh International     | Herrendoppel | 1     | Michael Adams / Chris Rees    |
| 1993   | Weltmeisterschaft       | Herrendoppel | 9     | Michael Adams / Chris Hunt    |
| 1993   | Welsh International     | Herrendoppel | 1     | Michael Adams / Simon Archer  |
| 1994   | Mauritius International | Mixed        | 1     | Michael Adams / Joanne Davies |
| 1994   | Mauritius International | Herrendoppel | 1     | Michael Adams / Dave Wright   |